# Liste der Einträge im National Register of Historic Places im Brazoria County
Die Liste der Registered Historic Places im Brazoria County führt alle Bauwerke und historischen Stätten im texanischen Brazoria County auf, die in das National Register of Historic Places aufgenommen wurden.

## Aktuelle Einträge
| Lfd. Nr. | Name im NRHP                                   | Bild | Datum der Eintragung | Adresse/Lage                                 | Ort           | NRHP-ID  | Beschreibung |
| -------- | ---------------------------------------------- | ---- | -------------------- | -------------------------------------------- | ------------- | -------- | ------------ |
| 1        | Alden B. Dow Office and Lake Jackson City Hall |      | 1. März 2010         | 101 S. Parking Pl.                           | Lake Jackson  | 10000050 |              |
| 2        | Ammon Underwood House                          |      | 24. Juni 1976        | Main St.                                     | East Columbia | 76002011 |              |
| 3        | Brazoria Bridge                                |      | 14. Juni 1991        | 0.9 mi. E of TX 36 on TX 332                 | Brazoria      | 91000783 |              |
| 4        | Durazno Plantation                             |      | 2. Sep. 1980         | S of Jones Creek off TX 36                   | Jones Creek   | 80004081 |              |
| 5        | East Columbia Historic District                |      | 28. Okt. 1991        | S. Main St.                                  | East Columbia | 91001602 |              |
| 6        | Ellerslie Plantation                           |      | 22. Aug. 1979        | SE of Brazoria off TX 36                     | Brazoria      | 78002898 |              |
| 7        | Gazebo for James Richard Marmion               |      | 22. Okt. 2004        | 1214 County Rd.                              | Sweeny        | 04001173 |              |
| 8        | GEN. C. B. COMSTOCK Shipwreck Site             |      | 6. Juli 1995         | Address Restricted                           | Surfside      | 94001119 |              |
| 9        | John McCroskey Cabin                           |      | 28. Aug. 1975        | 2 mi. NE of Cedar Lake on Stringfellow Ranch | Cedar Lake    | 75001958 |              |
| 10       | Old Brazoria County Courthouse                 |      | 12. März 1979        | Public Sq.                                   | Angleton      | 79002922 |              |
| 11       | Palapa Table for James Richard Marmion         |      | 22. Okt. 2004        | 1214 County Rd.                              | Sweeny        | 04001172 |              |
| 12       | Varner-Hogg Plantation                         |      | 9. Apr. 1980         | 2 mi. NE of West Columbia off SR 2852        | West Columbia | 80004082 |              |